# A Győri ETO FKC kézilabdázóinak listája
Ez a lista a Győri ETO FKC felnőtt NBI-es mérkőzésen pályára lépő kézilabdázóit tartalmazza a megalakulástól napjainkig, névsorrendben.

## A
- Adorján Gábor
- Ajtony Ákos
- Apáti György

## B
- Bakos Dávid
- Balázs János
- Balogh Imre
- Banga László
- Baran Michal
- Bárdosi István
- Bartovits József
- Baruta László
- Basaric Borislav
- Becker Balázs
- Békási Tibor
- Bene Tamás
- Bogdanovics Misko
- Boglári László
- Bognár Gábor
- Bognár Imre
- Bognár Róbert
- Bolla János
- Bóta István
- Böröczki Gyula
- Bősze József

## C
- Császár György
- Cseh Béla
- Cseh Zsolt
- Cséka Lajos
- Cseri Péter
- Csermák Gábor
- Csicsai Ottó
- Czakó Gábor
- Czifra Tibor
- Cziráki Zoltán

## D
- Deáki István
- Décsi Gábor
- Dénes János
- Djordjevic Srdjan
- Domonkos Attila
- Dubán Dénes
- Duck Liviusz
- Duck Zoltán
- Dudás Viktor

## E
- Erdei Krisztián

## F
- Felföldi Gábor
- Fenyő Kálmán
- Fiss Rosseaux Julio
- Fodor Krisztián
- Fodor Péter
- Fontos Imre
- Forrai Dániel
- Frey János

## G
- Gál Imre
- Gamrat Lukas
- Gelley Dávid
- Gerháth Zoltán
- Gyáfrás Dávid
- Gyömörei József
- György László

## H
- Halmos Péter
- Hápli Péter
- Harsányi Attila
- Harta Béla
- Hegedűs Gyula
- Herbert Gábor
- Herjeczki Balázs
- Hoffmann Ákos
- Hoffmann László
- Horváth Adrián
- Horváth András
- Horváth Attila
- Horváth József
- Horváth Lajos
- Horváth Roland
- Horváth Szilárd
- Horváth Tamás
- Horváth Zoltán
- Horváth Zsolt
- Horváth János

## I
- Iffsits József
- Iváncsik Ádám
- Iváncsik Gergő
- Iváncsik Mihály
- Iváncsik Tamás

## J
- Jakab Lajos
- Jámbor Vilmos
- Joósz Attila
- Józsa Dávid
- Józsa Kálmán
- Józsa Tamás
- Juhos Gábor

## K
- Kádár Zoltán
- Kámfor Ottó
- Kányai Róbert
- Kaszás György
- Kátó Károly
- Kemele Balázs
- Kiss Gergely
- Kiss Zoltán
- Kocsis János
- Kocsis Miklós
- Koh Zoltán
- Konkoly Tamás
- Kovács Ádám
- Kovács János
- Kovács Miklós
- Kovács Péter
- Kovács Zsolt
- Kovacsics István
- Kristofóri András
- Kukonya István
- Kunert Ottó
- Kuti István
- Kuzman Milan

## L
- Lehmann Viktor
- Lencsés Balázs
- Lukács

## M
- Majeri Soltan
- Markovics Vladan
- Marót Péter
- Marth Ferenc
- Maszlag Géza
- Menyhért Tamás
- Mersics Tibor
- Mező János
- Miklós Gyula
- Milisevic Igor
- Miss Zoltán
- Molnár Zsolt
- Móré Mihály
- Muresán György

## N
- Nagy Dávid
- Nagy Róbert
- Nagy Tamás
- Nánik Sándor
- Nardai Péter
- Németh András
- Németh Ferenc
- Németh Gábor
- Németh Norbert
- Németh Tamás
- Németh Zsolt
- Nyikes Csaba
- Nyikus István

## O
- Oross Attila
- Oross Tibor
- Ördög József

## P
- Pálmai József
- Pálos Gábor
- Papp László
- Pars Ferenc
- Pelikán László
- Peőtcz Zoltán
- id. Perjés András
- ifj. Perjés András
- Petrovszki Péter
- Pintér László
- Pintér Rudolf
- Polgár László
- Pólik Zoltán
- Posch Ede
- Povázsai Tibor

## Q
- Quinones Diego

## R
- Rácz László
- Rádli Ferenc
- Radnai Róbert
- Remete Róbert
- Ritter Ernő
- Roman Gheorghe
- Rosta István
- Rosta Miklós

## S
- Salamon László
- Samodai László
- Sárközi Dániel
- Sarmon Szabolcs
- Savelius Venediktovas
- Schmidt
- Schneider Miklós Márk
- Schuch Timuzsin
- Sevcov Vaszilij
- Shőnig Herman
- Simó Lajos
- Simon József
- Somogyi Ádám Tibor
- Struhár Péter
- Surányi Domonkos
- Surányi Jenő
- Szabó András
- Szabó Balázs
- Szabó Ferenc
- Szabó Imre
- Szabó Imre
- Szabó László
- Szabó László
- Szabó Péter
- Szabó Péter
- Szalafai Gábor
- Szaló Tibor
- Székely István
- Szekér Attila
- Széles László
- Szentgáty Péter
- Szer Kálmán
- Szollári Csaba
- Szoó László
- Szórádi György
- Szórágy Zoltán
- Szöllősi Zoltán
- Szüts Jenő

## T
- Takács József
- Tatai Péter
- Tatai Tibor
- Tavasz Barna
- Tislerics Roland
- Tomori Győző
- Tóth Edmond
- Tóth László
- Tömör Csaba
- Török Imre

## V
- Vadász Gyula
- Varga József
- Varga László
- Varga Zoltán
- Végh Gusztáv
- Vesztergom Zoltán
- Világos Csaba
- Visi Károly
- Vuckovic Gojko
- Vura József

## W
- Wacha Antal

## Z
- Zámbó Tibor
- Zoltai András
- Zuber Titusz